# The Animatrix
The Animatrix är en del av The Matrix-serien. Den innehåller nio animerade kortfilmer som utspelar sig i den fiktiva världen The Matrix. Filmen släpptes på DVD 2003, både separat och som del i Matrix-boxen. Några delar av filmen kunde dock ses före DVD-releasen, dels Final Flight of the Osiris som visades på bio, dels på den officiella hemsidan.

## Delarna i The Animatrix
- Final Flight of the Osiris - skriven av syskonen Wachowski
- The Second Renaissance Del 1 - skriven av syskonen Wachowski
- The Second Renaissance Del 2 - skriven av syskonen Wachowski
- Kid's Story - skriven av syskonen Wachowski
- Program - skriven av Yoshiaki Kawajiri
- World Record
- Beyond
- A Detective Story
- Matriculated